# Santa Maria de Sales (església)
Santa Maria de Sales és una església catòlica de Viladecans construïda el 1967 segons projecte de Robert Kramreiter. Comparteix advocació amb l'ermita de Santa Maria de Sales, també a Viladecans.

## Construcció
L'església és obra de l'arquitecte austríac Robert Kramreiter, que el 1939 va fugir del seu país i anà a residir a Catalunya, on va començar a treballar en edificis de fàbriques com la Siemens de Cornellà de Llobregat.
El primer projecte fou construir l'església a la platja del Llorell, entre Lloret i Tossa de Mar, però la idea es desestimà. Després es va contactar amb Ramon Saborit, rector de l'església de Sant Joan de Viladecans, que tenia la intenció de construir una nova església al municipi. Finalment es va trobar un terreny del Poblat Roca, i el 1962 se'n posà la primera pedra amb assistència del bisbe Modrego. Malgrat tot, les obres no va començar fins 1965, el mateix any que va morir Kramreiter, i les obres les continuà Pere Marieges, arquitecte municipal de Viladecans, fins a la seva inauguració el 27 d'agost de 1967.

## L'edifici
És un edifici de formigó que impacta per la seva estructura original, especialment pel que fa al campanar, que dibuixa una corba pronunciada des de la nau de l'església, per la qual cosa és coneguda com l'església del tobogan. Interiorment està distribuïda en cossos irregulars tancats amb vidrieres policromades que permeten la il·luminació interior. S'inscriu dins el moviment del brutalisme arquitectònic, per l'ús extensiu del ciment nu, però les seves corbes recorden les construccions de Le Corbusier, un dels mestres de Kramreiter.
El campanar de 22'30 metres d'alçada inclou 4 campanes des de la dècada de 1980, batejades amb els noms de Martina, Maria de Sales, Rosa i Mercedes.
Compta amb vitralls interiors de Llucià Navarro, amb moments de la passió i resurrecció de Jesús, incloent-hi també l'Ascensió i la Pentecosta.
Ha estat declarada bé d'interès locals per l'Ajuntament de Viladecans

### Esglésies semblants
- Del mateix Robert Kramreiter
  - Sankt Cristoph, Graz (Àustria)
  - Sankt Joseph, Duisburg (Alemanya)
  - Lassnitzhöhe (Àustria)
- D'altres arquitectes
  - Ivalo (Finlàndia), de Kauko Kokko
  - Sankt Pius X, Neuss (Alemanya), de Joachim Schürmann

## La parròquia
El rector de la parròquia ha estat Celestino Bravo Nieto des de 1967 fins a la seva jubilació l'any 2020. Implicat en la vida social, els anys 1971 i 1976 va acollir a l'església les vagues sindicals de l'empresa Roca, donant-los suport des del mateix full parroquial. L'any 2009 Celestino Bravo va rebre una de les primeres medalles d'or que concedia l'Ajuntament de Viladecans.